# Hvorhen med historien?
|  | Denne artikel er oprettet af botten Steenthbot ud fra en ekstern database. Den kan derfor have sproglige fejl eller mangler. Denne skabelon kan fjernes efter kontrol af indholdet. |

Hvorhen med historien? er en dansk dokumentarfilm fra 2020 instrueret af Hans Christian Post.

## Handling
Dresden har siden Murens fald med held genopbygget de historiske byrum, som byen mistede under de voldsomme allierede bombardementer i februar 1945. Men i de senere år er det genopbyggede glansbillede begyndt at krakelere. Hver mandag aften indtager den højreradikale bevægelse Pegida de genopbyggede byrum for højlydt at protestere mod regering, flygtninge og indvandrere; og i meningsmålingerne står det højreekstreme parti AfD stadig stærkere i Dresden og omegn. Hvorhen med historien? undersøger disse to forhold og viser på hvilke måder, byudvikling og højredrejning har spillet ind i hinanden. Men mest af alt skildrer filmen en by, som fortsat er fanget i en ødelæggelseshistorie, som ikke vil gå væk.

## Medvirkende
- Jens Baur
- Harald Bretschneider
- Gerhard Glaser
- Nora Goldenbogen
- Danwart Guratzsh
- Ludwig Güttler
- Manaf Halbouni
- Anja Heckmann
- Torsten Kulke
- Matthias Lerm
- Matthias Neutzner
- Nilsson Samuelsson
- Stephan Trüby
- Jörg Urban